# 마자르 7군장
마자르 7군장(헝가리어: A hét vezér, 영어: Seven chieftains of the Magyars)이란 기원후 895년 판노니아 평원에 마자르인 7개 부족이 나타났을 때 그 부족들의 지도자들이었다. 당시 동로마 황제 콘스탄티노스 7세 포르피로옌니토스가 『제국행정론』에 마자르 7부족의 이름을 기록해서 그 부족들의 이름은 지금까지 전해지지만, 지도자였던 군장들의 이름은 제대로 전해지지 않는다.

12세기말 13세기초 사람인 아노니무스의 『헝가리인의 사적』에서는 그 일곱 명을 다음과 같이 거론한다.
- 아르파드의 아버지 알모시
- 서볼치의 아버지 엘뢰드
- 쿠르산과 커플론의 아버지 콘드
- 에테의 아버지 온드(Ond)
- 렐의 아버지 터시(Tas)
- 후버(Huba)
- 호르카의 아버지 테테니(Tétény)

이 목록에 이름이 오른 사람들은 아마 모두 실존 인물일 것이다. 하지만 이들이 판노니아 정복을 시작한 전설의 7군장이라는 것은 거의 확실히 거짓으로 보인다. 콘스탄티노스 7세의 기록에서 타스가 아르파드의 손자라고 하기 때문이다.
13세기 사람 케자이 시몬에 따른 7군장 명단은 다음과 같다.
- 위제크의 아들 엘뢰드의 아들 알모시의 아들 아르파드
- 서볼치
- 줄러
- 외르스
- 쿠시드와 쿠피언의 아버지인 퀸드
- 렐
- 베르불추 - 베르불추란 "피의 불추"라는 뜻이다. 그 부친이 크림힐트 전투에서 게르만족에게 죽었기에 그 복수의 뜻에서 피를 술처럼 마셔 이런 별명이 붙었다고 한다.

하지만 시몬의 명단은 완전히 신화적인 사람들까지 섞여 있어서 아노니무스의 명단보다도 신빙성이 떨어진다. 이 명단 중 판노니아 정복 당시 살아 있었던 사람은 아르파드와 서볼치 뿐이다.